# بويد برومباف
بويد برومباف (بالإنجليزية: Boyd Brumbaugh)‏ هو لاعب كرة قدم أمريكية أمريكي، ولد في 24 أغسطس 1915 في Springdale, Pennsylvania ‏ في الولايات المتحدة، وتوفي في 5 أبريل 1988 في بيتسبرغ في الولايات المتحدة.